# Голд, Райан
Ра́йан Голд (англ. Ryan Gauld; родился 16 декабря 1995, Абердин) — шотландский футболист, полузащитник клуба MLS «Ванкувер Уайткэпс» и сборной Шотланлии.

## Клубная карьера
Начал карьеру футболиста в академии клуба «Брихин Сити». В 2006 году перешёл в академию «Данди Юнайтед». Дебютировал в основном составе «Данди Юнайтед» 13 мая 2012 года в матче последнего тура шотландской Премьер-лиги сезона 2011/12 против клуба «Мотеруэлл». 24 января 2013 года Райан Голд продлил свой контракт с клубом до января 2016 года. В апреле 2013 года Голд дебютировал в стартовом составе команды в матче против «Сент-Джонстон», отметившись в этой игре забитым мячом. 4 ноября 2013 года полузащитник вновь продлил свой контракт до мая 2016 года. Спустя лишь месяц, в день своего восемнадцатилетия, Голд продлил свой контракт с клубом ещё на год, до 2017 года.
2 июня 2014 года перешёл в клуб «Спортинг» из Лиссабона. Голд заключил с клубом шестилетний контракт с суммой выкупа в 60 млн евро.
31 июля 2021 года перешёл в клуб MLS «Ванкувер Уайткэпс», в качестве назначенного игрока подписав с канадским клубом контракт до конца сезона 2024. В MLS дебютировал 8 августа 2021 года в матче против «Лос-Анджелес Гэлакси», выйдя на замену в конце второго тайма вместо Дейбера Кайседо. 21 августа 2021 года в матче против «Лос-Анджелеса» забил свой первый гол в MLS. В 2022 году помог «Уайткэпс» выиграть Первенство Канады и был назван самым ценным игроком турнира. 24 июня 2023 года в матче против «Лос-Анджелеса» забил один гол и отдал две голевые передачи, за что был назван лучшим игроком тура MLS. 25 января 2024 года продлил контракт с «Ванкувер Уайткэпс» до конца сезона 2027. Перед началом сезона 2024 был назначен капитаном команды.

## Карьера в сборной
Голд выступал за сборную Шотландии до 19 лет, сыграв за неё 8 матчей и забив 2 мяча.
6 ноября 2013 года Голд был впервые вызван в состав сборной Шотландии до 21 года на матч против Грузии.
5 сентября 2024 года 28-летний Голд дебютировал за главную сборную Шотландии в матче против сборной Польши.

## Достижения
«Авеш»
- Обладатель Кубка Португалии: 2017/18

«Ванкувер Уайткэпс»
- Победитель Первенства Канады: 2022, 2023

Личные достижения
- Самый ценный игрок Первенства Канады: 2022

## Статистика выступлений
Данные приведены по состоянию на 25 апреля 2014 года
| Клуб          | Сезон   | Лига | Лига | Кубок страны | Кубок страны | Кубок лиги | Кубок лиги | Прочие | Прочие | Итого | Итого |
| Клуб          | Сезон   | Игры | Голы | Игры         | Голы         | Игры       | Голы       | Игры   | Голы   | Игры  | Голы  |
| ------------- | ------- | ---- | ---- | ------------ | ------------ | ---------- | ---------- | ------ | ------ | ----- | ----- |
| Данди Юнайтед | 2011/12 | 1    | 0    | 0            | 0            | 0          | 0          | 0      | 0      | 1     | 0     |
| Данди Юнайтед | 2012/13 | 10   | 1    | 1            | 0            | 0          | 0          | 0      | 0      | 11    | 1     |
| Данди Юнайтед | 2013/14 | 29   | 6    | 3            | 1            | 3          | 1          | 0      | 0      | 35    | 8     |
| Итого         | Итого   | 40   | 7    | 4            | 1            | 3          | 1          | 0      | 0      | 47    | 9     |